# 1093

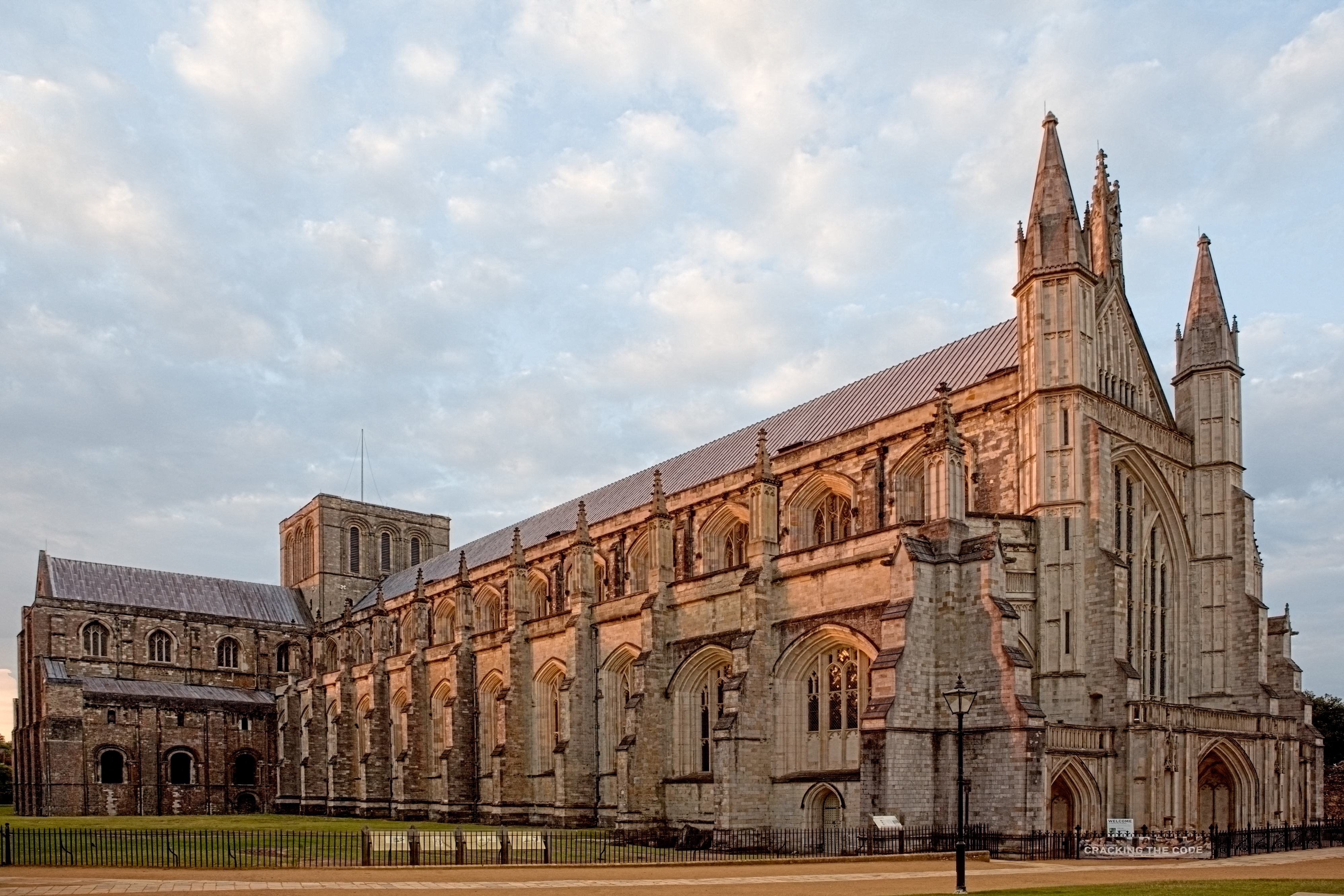
De kathedraal van Winchester, ingewijd in 1093

Het jaar 1093 is het 93e jaar in de 11e eeuw volgens de christelijke jaartelling.

## Gebeurtenissen
- 8 april - De huidige kathedraal van Winchester wordt ingewijd.
- 26 mei - het Kievse leger wordt verslagen door de Koemanen aan de Stoehna, een zijrivier van de Dnjepr.

zonder datum
- Koenraad komt in opstand tegen zijn vader keizer Hendrik IV. Hij wordt tot koning van Italië gekroond.
- In Noorwegen dreigt het tot een conflict te komen tussen Magnus III en Haakon Magnusson, die beiden (respectievelijk in Oslo en Trondheim) tot koning zijn gekozen.
- De abdij Sainte-Marie de Fontfroide wordt gesticht.
- De abdij Maria Laach wordt gesticht.
- De bouw van de kathedraal van Ely neemt een aanvang.
- De bouw van de huidige kathedraal van Durham wordt begonnen.
- Alfonso VI van Castilië trouwt met Bertha van Toscane.

## Opvolging
- Italië - keizer Hendrik IV opgevolgd door zijn zoon Koenraad II
- Kiev - Vsevolod I opgevolgd door zijn neef Svjatopolk II
- Kroatië - Ladislaus I van Hongarije, vertegenwoordigd door prins Álmos, opgevolgd door Petar Svačić
- Maine - Hugo V opgevolgd door zijn neef Eli I
- Noorwegen - Olaf III opgevolgd door zijn zoon Magnus III en zijn neef Haakon Magnusson
- Penthièvre - Godfried I opgevolgd door zijn broer Stefanus I
- Provence - Bertrand II opgevolgd door zijn moeder Dulcia van Marseille
- Schotland - Malcolm III opgevolgd door zijn broer Donald III
- Thouars - Amalrik IV opgevolgd door zijn zoon Herbert II
- Troyes - Odo III opgevolgd door zijn broer Hugo I
- Vlaanderen - Robrecht I opgevolgd door zijn zoon Robrecht II

## Geboren
- Boudewijn VII, graaf van Vlaanderen (1111-1119)
- Koenraad III, koning van Duitsland en Italië (1138-1152)
- Simon, graaf van Sicilië (1101-1105)
- Simon van Vermandois, bisschop van Noyon
- Filips, Frans prins, graaf van Mantes (jaartal bij benadering)
- Hugo van Fosses, algemeen overste der Norbertijnen (jaartal bij benadering)
- Petrus Venerabilis, Frans theoloog (jaartal bij benadering)
- Reinoud III, graaf van Bourgondië (1123/1125-1148) en co-graaf van Mâcon (jaartal bij benadering)

## Overleden
- 13 april - Vsevolod I (~62), grootvorst van Kiev (1078-1093)
- 26 mei - Rostislav, prins van Pereiaslav
- 24 augustus - Godfried I van Penthièvre (~53), graaf van Penthièvre (1079-1093)
- 29 augustus - Hugo I (~36), hertog van Bourgondië (1076-1079)
- 13 oktober - Robrecht de Fries, graaf van Vlaanderen (1071-1093)
- 13 november - Malcolm Canmore (~62), koning van Schotland (1058-1093)
- 16 november - Margaretha van Schotland, echtgenote van Malcolm Canmore
- Godfried I, graaf van Penthièvre (1079-1093)
- Odo III, graaf van Troyes (1089-1093)
- Olaf III, koning van Noorwegen (1067-1093)
- Rogier van Henegouwen, bisschop van Châlons
- Sophia (~72), gravin van Bar (1033-1093)
- Amalrik IV, burggraaf van Thouars (1055-1093) (jaartal bij benadering)